# Thaddeus Young
Thaddeus Charles Young (New Orleans, 21 de Junho de 1988) é um jogador norte-americano de basquete profissional que atualmente joga pelo Phoenix Suns da National Basketball Association (NBA).
Ele jogou basquete universitário em Georgia Tech e foi selecionado pelos Philadelphia 76ers como a 12ª escolha geral no draft da NBA de 2007.

## Primeiros anos
Young nasceu em Nova Orleans, Louisiana. Sua família se mudou para Memphis, Tennessee, quando ele estava na quarta série.
Seu pai, Felton Young, jogou basquete na Universidade de Jacksonville de 1976 a 1978 e foi selecionado pelo Buffalo Braves na 8ª rodada do Draft da NBA de 1978.

## Carreira no ensino médio
Young começou a jogar basquete no colégio na oitava série e, enquanto estudava na Mitchell High School, se tornou um dos melhores jogadores do ensino médio. Suas honras colegiais incluíam ser nomeado Jogador do Ano de Tennessee em 2006 e ser nomeado para o All-American McDonald's High School. 
Em 2006, ele liderou o time de basquete de Mitchell para as finais da TSSAA Classe AA contra a Liberty Technology Magnet High School. 
Em seu último ano, ele teve médias de 26,9 pontos, 13,8 rebotes, 4,1 assistências, 4,3 roubadas de bola e 3,6 bloqueios. 
Saindo do ensino médio, Young foi um dos recrutas mais premiados da turma de calouros de 2006.

## Carreira universitária
Young era o membro mais novo da turma de calouros da Georgia Tech em 2006. Ele terminou sua temporada de calouro com médias de 14,4 pontos, 4,9 rebotes e 2,2 assistências.

## Carreira profissional

### Philadelphia 76ers (2007-2014)

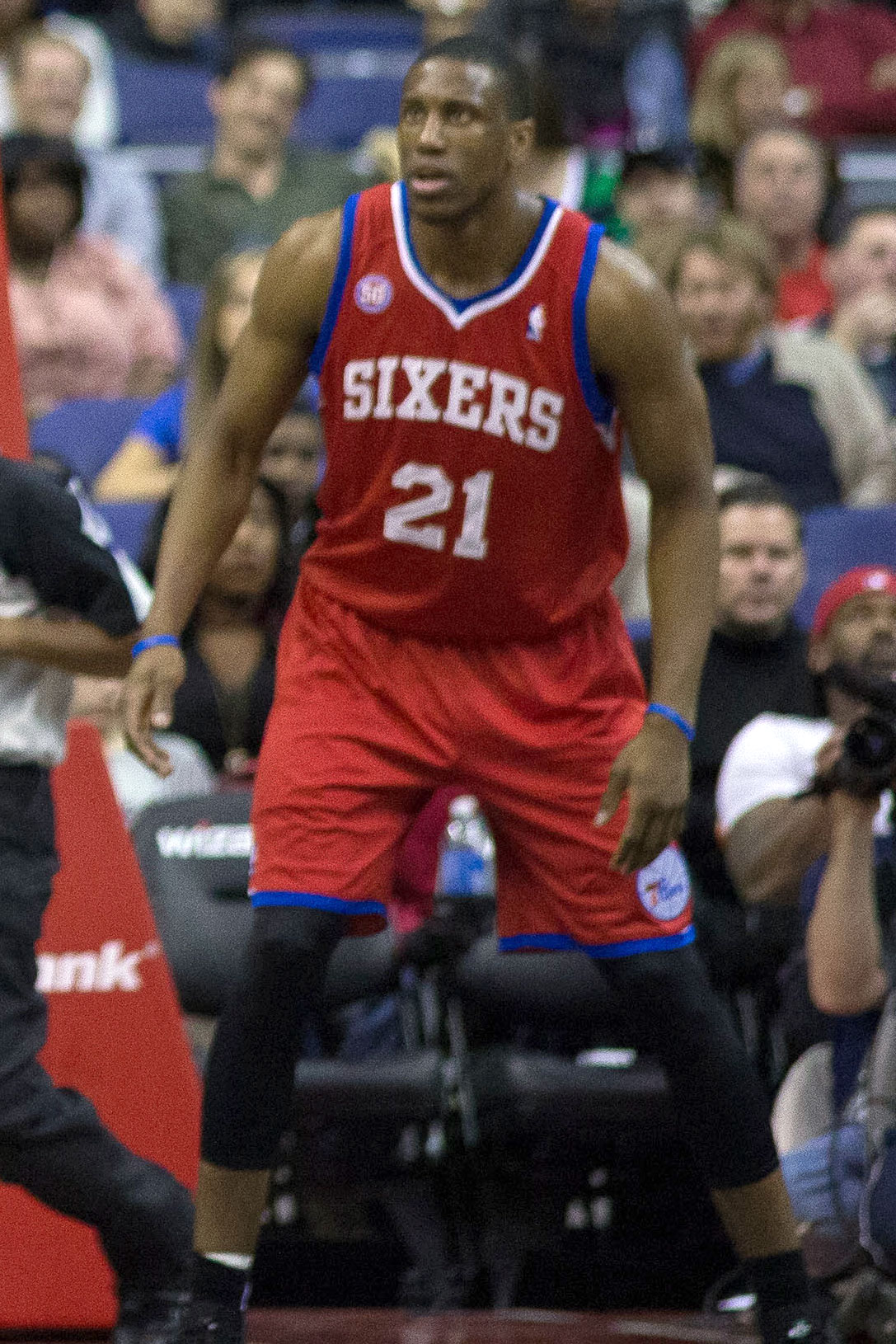
Young com os 76ers em Março de 2013

Em 28 de junho de 2007, Young foi selecionado pelo Philadelphia 76ers como a 12ª escolha geral no Draft da NBA de 2007. Em sua estreia na NBA em 7 de novembro de 2007 contra o Charlotte Bobcats, Young terminou a noite com 6 pontos e 3 rebotes.
Até a contratação do gerente geral, Ed Stefanski, Young não jogava com muita frequência. Após a troca de Kyle Korver, ele jogou mais minutos e alternou com Reggie Evans na equipe titular. Young teve médias de 8,2 pontos, 4,2 rebotes e 21 minutos por jogo durante a temporada de 2007-08. Ele jogou um total de 74 jogos, sendo titular em 22.
Em 5 de fevereiro de 2009, Young foi selecionado para jogar no Rookie Challenge de 2009 como membro da equipe do segundo ano.
No Jogo 3 da primeira rodada dos playoffs de 2009 contra o Orlando Magic, Young fez a cesta da vitória com 2 segundos restantes.
Em 7 de março de 2010, Young registrou 32 pontos em uma vitória de 114-101 sobre o Toronto Raptors.
Em 21 de fevereiro de 2014, ele registrou 30 pontos, 13 rebotes, 6 assistências e 7 roubadas de bola em uma derrota por 112-124 para o Dallas Mavericks.
Young terminou a temporada de 2013-14 com as suas melhores marcas em pontos, roubadas de bola, assistências, três pontos marcados e jogos como titular. Ele também terminou a temporada como terceiro na liga em roubadas de bola.

### Minnesota Timberwolves (2014–2015)
Em 23 de agosto de 2014, uma negociação de três equipes foi concluída envolvendo os 76ers, o Minnesota Timberwolves e o Cleveland Cavaliers. Como parte do acordo, Young foi para os Wolves, junto com Andrew Wiggins e Anthony Bennett, ambos dos Cavaliers. Os Cavaliers receberam Kevin Love de Minnesota, enquanto os 76ers receberam Luc Mbah a Moute e Alexey Shved de Minnesota e uma escolha de primeira rodada no Draft de 2015 de Cleveland.

### Brooklyn Nets (2015-2016)
Em 19 de fevereiro de 2015, Young foi negociado para o Brooklyn Nets em troca de Kevin Garnett.
Em 22 de junho de 2015, Young desistiu de seu contrato com os Nets para se tornar um agente livre. Em 9 de julho de 2015, ele assinou novamente com os Nets.
Em 3 de fevereiro de 2016, ele marcou 16 pontos e 14 rebotes contra o Indiana Pacers, estabelecendo seu 22º duplo duplo.

### Indiana Pacers (2016–2019)
Em 7 de julho de 2016, Young foi negociado com o Indiana Pacers em troca de Caris LeVert.
Em 17 de dezembro de 2018, Young foi nomeado Jogador da Semana da Conferência Leste pela Semana 9 da temporada de 2018–19, marcando seu segundo prêmio de Jogador da Semana da Conferência Leste da carreira e seu primeiro prêmio desde janeiro de 2014, quando era membro do Philadelphia 76ers.

### Chicago Bulls (2019–2021)
Em 6 de julho de 2019, Young assinou com o Chicago Bulls como um agente livre.
Após uma primeira temporada medíocre, o veterano jogou melhor e com mais eficiência durante sua segunda temporada com os Bulls. ele teve médias de 12.1 pontos, 6.2 rebotes e 4.3 assistências.

### San Antonio Spurs (2021–2022)
Em 11 de agosto de 2021, Young, Al-Farouq Aminu e várias escolhas de draft foram negociados com o San Antonio Spurs em troca de DeMar DeRozan.

### Toronto Raptors (2022–Presente)
Em 10 de fevereiro de 2022, Young, Drew Eubanks e uma seleção da segunda rodada de 2022 foram negociados com o Toronto Raptors em troca de Goran Dragić e uma seleção de draft da primeira rodada de 2022. 
Em 30 de junho, Young assinou uma extensão de contrato de 2 anos e US$ 16 milhões com os Raptors.

## Estatísticas na NBA

### NBA

#### Temporada regular
| Ano      | Equipe       | PJ    | PT  | MPJ  | AP   | 3P   | LL   | RT  | AS  | BR  | TO | PPJ  |
| -------- | ------------ | ----- | --- | ---- | ---- | ---- | ---- | --- | --- | --- | -- | ---- |
| 2007–08  | Philadelphia | 74    | 22  | 21.0 | .539 | .316 | .738 | 4.2 | .8  | 1.0 | .1 | 8.2  |
| 2008–09  | Philadelphia | 75    | 71  | 34.4 | .495 | .341 | .735 | 5.0 | 1.1 | 1.3 | .3 | 15.3 |
| 2009–10  | Philadelphia | 67    | 45  | 32.0 | .470 | .348 | .691 | 5.2 | 1.4 | 1.2 | .2 | 13.8 |
| 2010–11  | Philadelphia | 82    | 1   | 26.1 | .541 | .273 | .707 | 5.3 | 1.0 | 1.1 | .3 | 12.7 |
| 2011–12  | Philadelphia | 63    | 1   | 27.9 | .507 | .250 | .771 | 5.2 | 1.2 | 1.0 | .7 | 12.8 |
| 2012–13  | Philadelphia | 76    | 76  | 34.6 | .531 | .125 | .574 | 7.5 | 1.6 | 1.8 | .7 | 14.8 |
| 2013–14  | Philadelphia | 79    | 78  | 34.4 | .454 | .308 | .712 | 6.0 | 2.3 | 2.1 | .5 | 17.9 |
| 2014–15  | Minnesota    | 48    | 48  | 33.4 | .451 | .292 | .682 | 5.1 | 2.8 | 1.8 | .4 | 14.3 |
| 2014–15  | Brooklyn     | 28    | 20  | 29.6 | .495 | .380 | .606 | 5.9 | 1.4 | 1.4 | .3 | 13.8 |
| 2015–16  | Brooklyn     | 73    | 73  | 33.0 | .514 | .233 | .644 | 9.0 | 1.8 | 1.5 | .5 | 15.1 |
| 2016–17  | Indiana      | 74    | 74  | 30.2 | .527 | .381 | .523 | 6.1 | 1.6 | 1.5 | .4 | 11.0 |
| 2017–18  | Indiana      | 81    | 81  | 32.2 | .487 | .320 | .598 | 6.3 | 1.9 | 1.7 | .4 | 11.8 |
| 2018–19  | Indiana      | 81    | 81  | 30.7 | .527 | .349 | .644 | 6.5 | 2.5 | 1.5 | .4 | 12.6 |
| 2019–20  | Chicago      | 64    | 16  | 24.9 | .448 | .356 | .583 | 4.9 | 1.8 | 1.4 | .4 | 10.3 |
| 2020–21  | Chicago      | 68    | 23  | 24.3 | .559 | .267 | .628 | 6.2 | 4.3 | 1.1 | .6 | 12.1 |
| 2021–22  | San Antonio  | 26    | 1   | 14.2 | .578 | .000 | .455 | 3.6 | 2.3 | .9  | .3 | 6.1  |
| 2021–22  | Toronto      | 26    | 0   | 18.3 | .465 | .395 | .481 | 4.4 | 1.7 | 1.2 | .4 | 6.3  |
| Carreira | Carreira     | 1.085 | 711 | 28.3 | .505 | .290 | .633 | 5.6 | 1.8 | 1.3 | .4 | 12.2 |

#### Playoffs
| Ano      | Equipe       | PJ | PT | MPJ  | AP   | 3P   | LL   | RT  | AS  | BR  | TO | PPJ  |
| -------- | ------------ | -- | -- | ---- | ---- | ---- | ---- | --- | --- | --- | -- | ---- |
| 2008     | Philadelphia | 6  | 6  | 26.7 | .480 | .200 | .857 | 4.5 | .7  | 1.2 | .0 | 10.2 |
| 2009     | Philadelphia | 6  | 6  | 38.2 | .449 | .417 | .833 | 4.5 | 1.3 | 1.0 | .2 | 12.0 |
| 2011     | Philadelphia | 5  | 0  | 25.4 | .417 | .000 | .583 | 5.8 | .8  | .8  | .2 | 11.4 |
| 2012     | Philadelphia | 13 | 0  | 21.3 | .429 | –    | .710 | 5.2 | 1.2 | .5  | .5 | 7.7  |
| 2015     | Brooklyn     | 6  | 6  | 31.7 | .439 | .000 | .417 | 7.2 | 2.7 | .8  | .2 | 10.5 |
| 2017     | Indiana      | 4  | 4  | 35.0 | .538 | .250 | .500 | 9.0 | 2.5 | 2.0 | .3 | 12.0 |
| 2018     | Indiana      | 7  | 7  | 33.9 | .600 | .286 | .385 | 7.7 | 1.4 | 1.7 | .9 | 11.3 |
| 2019     | Indiana      | 4  | 4  | 32.5 | .429 | .250 | .571 | 7.0 | 3.8 | 2.8 | .8 | 10.5 |
| 2022     | Toronto      | 6  | 0  | 14.5 | .500 | .143 | .250 | 3.0 | 1.7 | .8  | .2 | 3.3  |
| Carreira | Carreira     | 57 | 33 | 28.8 | .475 | .193 | .567 | 5.9 | 1.7 | 1.3 | .3 | 9.8  |

### Universitário
| Ano     | Equipe       | PJ | PT | MPJ  | AP   | 3P   | LL   | RT  | AS  | BR  | TO | PPJ  |
| ------- | ------------ | -- | -- | ---- | ---- | ---- | ---- | --- | --- | --- | -- | ---- |
| 2006–07 | Georgia Tech | 31 | 31 | 29.6 | .478 | .419 | .749 | 4.9 | 2.0 | 1.3 | .4 | 14.4 |

Fonte:

## Vida pessoal
Young e sua esposa, Shekinah Beckett, têm um filho chamado Thaddeus Jr. A mãe de Young, Lula Hall, morreu em 13 de novembro de 2014 após uma batalha de 18 meses contra o câncer de mama; ela tinha 57 anos.
Em maio de 2011, Young fundou uma fundação chamada Young for Youth para ajudar jovens em risco e famílias jovens.

## Prêmios e Homenagens
NBA
- NBA Hustle Award: 2021
- NBA All-Rookie Team:
  - Segundo Time: 2008